# Stade de Frontenex
Das Stade de Frontenex ist ein Fussballstadion in der politischen Gemeinde Cologny im Schweizer Kanton Genf. Es ist die Heimspielstätte des Fussballvereins Urania Genève Sport.

## Geschichte
Am 30. März 1920 wurde der Bau des Stadions in Cologny beschlossen. Er verursachte Kosten in Höhe von 479'489 Schweizer Franken und wurde ein Jahr später eröffnet.

## Gebäude
Die Anlage verfügt über ein Hauptgebäude, in dem sich die Haupttribüne befindet. Das Spielfeld ist aus Naturrasen.